# 多帶扁鱂
多帶扁鱂（学名：Epiplatys multifasciatus）為輻鰭魚綱鯉齒目鰕鱂亞目鰕鱂科的其中一種，為熱帶淡水魚，分布於非洲剛果共和國、剛果民主共和國、喀麥隆淡水流域，體長可達6公分，棲息在森林覆蓋的溪流、沼澤底中層水域，生活習性不明，可作為觀賞魚。
其种加词“multifasciatus”意为“多带的”。